# Yucatáni amazília
A yucatáni amazília (Amazilia yucatanensis) a madarak osztályának sarlósfecske-alakúak (Apodiformes) rendjébe és a kolibrifélék (Trochilidae) családjába tartozó faj.

## Rendszerezése
A fajt Samuel Cabot amerikai ornitológus írta le 1845-ben, a Trochilus nembe Trochilus yucatanensis néven.

## Alfajai
- Amazilia yucatanensis cerviniventris (Gould, 1856)
- Amazilia yucatanensis chalconota Oberholser, 1898
- Amazilia yucatanensis yucatanensis (Cabot, 1845)[2]

## Előfordulása
Az Amerikai Egyesült Államok déli részén, Mexikó, Belize és Honduras területén honos. Természetes élőhelyei a szubtrópusi vagy trópusi síkvidéki esőerdők, lombhullató erdők és cserjések, valamint másodlagos erdők. Vonuló faj.

## Megjelenése
Testhossza 11 centiméter.
|  |

## Életmódja
Nektárral táplálkozik.

## Természetvédelmi helyzete
Az elterjedési területe rendkívül nagy, egyedszáma növekszik. A Természetvédelmi Világszövetség Vörös listáján nem fenyegetett fajként szerepel.